# Mistrovství světa v hokejbalu 2019
Mistrovství světa v hokejbalu 2019 bylo 13. mistrovství světa a konalo se od 14. června do 22. června 2019 v Košické Steel Aréně na Slovensku.
Mistrovství ISBHF se zúčastnilo 15 týmů.

## Základní část

### Skupina A1
| Poř. | Tým            | Z | V | VP | PP | P | GV | GI | +/- | B  |
| ---- | -------------- | - | - | -- | -- | - | -- | -- | --- | -- |
| 1.   | Česko          | 4 | 4 | 0  | 0  | 0 | 24 | 3  | 21  | 12 |
| 2.   | Slovensko      | 4 | 2 | 1  | 0  | 1 | 14 | 6  | 8   | 8  |
| 3.   | Finsko         | 4 | 2 | 0  | 0  | 2 | 20 | 10 | 10  | 6  |
| 4.   | USA            | 4 | 1 | 0  | 1  | 2 | 16 | 11 | 5   | 4  |
| 5.   | Velká Británie | 4 | 0 | 0  | 0  | 4 | 2  | 45 | -43 | 0  |

| Aréna | Datum     | Domácí         | Skóre  | Hosté          |
| ----- | --------- | -------------- | ------ | -------------- |
| velká | 14.6.2019 | Finsko         | 1:2    | Slovensko      |
| velká | 14.6.2019 | USA            | 0:3    | Česko          |
| velká | 15.6.2019 | Slovensko      | 3:2 PP | USA            |
| velká | 15.6.2019 | Česko          | 12:0   | Velká Británie |
| velká | 16.6.2019 | Velká Británie | 1:8    | Slovensko      |
| velká | 16.6.2019 | Finsko         | 4:2    | USA            |
| velká | 17.6.2019 | USA            | 12:1   | Velká Británie |
| velká | 17.6.2019 | Česko          | 7:2    | Finsko         |
| velká | 18.6.2019 | Velká Británie | 0:13   | Finsko         |
| velká | 18.6.2019 | Slovensko      | 1:2    | Česko          |

### Skupina A2
| Místo | Tým       | Z | V | VP | PP | P | GV | GI | +/- | B |
| ----- | --------- | - | - | -- | -- | - | -- | -- | --- | - |
| 1.    | Kanada    | 3 | 3 | 0  | 0  | 0 | 17 | 4  | 13  | 9 |
| 2.    | Řecko     | 2 | 2 | 0  | 0  | 0 | 11 | 7  | 4   | 6 |
| 3.    | Itálie    | 2 | 1 | 0  | 0  | 1 | 7  | 8  | -1  | 3 |
| 4.    | Švýcarsko | 3 | 0 | 0  | 0  | 3 | 7  | 12 | -6  | 0 |
| 5.    | Haiti     | 2 | 0 | 0  | 0  | 2 | 2  | 13 | -11 | 0 |

| Aréna | Datum     | Domácí    | Skóre | Hosté     |
| ----- | --------- | --------- | ----- | --------- |
| velká | 14.6.2019 | Švýcarsko | 5:6   | Řecko     |
| velká | 14.6.2019 | Itálie    | 4:6   | Kanada    |
| velká | 15.6.2019 | Řecko     | 5:2   | Haiti     |
| velká | 15.6.2019 | Kanada    | 3:0   | Švýcarsko |
| velká | 16.6.2019 | Itálie    | 3:2   | Švýcarsko |
| velká | 16.6.2019 | Haiti     | 0:8   | Kanada    |
| velká | 17.6.2019 | Řecko     | 4:2   | Itálie    |
| velká | 17.6.2019 | Švýcarsko | 9:1   | Haiti     |
| velká | 18.6.2019 | Haiti     | 1:8   | Itálie    |
| velká | 18.6.2019 | Kanada    | 4:3   | Řecko     |

### Skupina Q
| Místo | Tým       | Z | V | VP | PP | P | GV | GI | +/- | B  |
| ----- | --------- | - | - | -- | -- | - | -- | -- | --- | -- |
| 1.    | Kajmany   | 4 | 2 | 2  | 0  | 0 | 17 | 7  | 10  | 10 |
| 2.    | Hong Kong | 4 | 3 | 0  | 0  | 1 | 13 | 10 | 3   | 9  |
| 3.    | Bermudy   | 4 | 2 | 0  | 1  | 1 | 13 | 11 | 2   | 7  |
| 4.    | Libanon   | 4 | 1 | 0  | 1  | 2 | 10 | 15 | -5  | 4  |
| 5.    | Arménie   | 4 | 0 | 0  | 0  | 4 | 5  | 15 | -10 | 0  |

| Aréna | Datum     | Domácí    | Skóre  | Hosté     |
| ----- | --------- | --------- | ------ | --------- |
| malá  | 14.6.2019 | Arménie   | 2:4    | Libanon   |
| malá  | 14.6.2019 | Hong Kong | 0:3    | Kajmany   |
| malá  | 15.6.2019 | Libanon   | 2:3 SN | Kajmany   |
| malá  | 15.6.2019 | Bermudy   | 3:1    | Arménie   |
| malá  | 16.6.2019 | Libanon   | 3:7    | Hong Kong |
| malá  | 16.6.2019 | Kajmany   | 5:4 PP | Bermudy   |
| malá  | 17.6.2019 | Arménie   | 1:2    | Hong Kong |
| malá  | 17.6.2019 | Bermudy   | 3:1    | Libanon   |
| malá  | 18.6.2019 | Kajmany   | 6:1    | Arménie   |
| malá  | 18.6.2019 | Hong Kong | 4:3    | Bermudy   |

## Play-off
| Den       | Domácí    | Skóre | Hosté     |
| --------- | --------- | ----- | --------- |
| 19.6.2019 | USA       | 14:1  | Hong Kong |
| 19.6.2019 | Švýcarsko | 8:0   | Kajmany   |

| Den       | Domácí    | Skóre | Hosté     |
| --------- | --------- | ----- | --------- |
| 20.6.2019 | Řecko     | 2:3   | Finsko    |
| 20.6.2019 | Kanada    | 4:2   | USA       |
| 20.6.2019 | Slovensko | 3:2   | Itálie    |
| 20.6.2019 | Česko     | 4:1   | Švýcarsko |

| Den       | Domácí | Skóre  | Hosté     |
| --------- | ------ | ------ | --------- |
| 21.6.2019 | Kanada | 1:6    | Slovensko |
| 21.6.2019 | Česko  | 1:2 PP | Finsko    |

| Den       | Domácí | Skóre  | Hosté  |
| --------- | ------ | ------ | ------ |
| 22.6.2019 | Česko  | 2:3 PP | Kanada |

| Den       | Domácí    | Skóre | Hosté  |
| --------- | --------- | ----- | ------ |
| 22.6.2019 | Slovensko | 4:3   | Finsko |